# Plusiodonta clavifera
Plusiodonta clavifera là một loài bướm đêm trong họ Noctuidae.